# Bomspotting
Bomspotting (av nederländska bom, 'bomb', och engelska spotting, 'att upptäcka'), på engelska Bombspotting, är en belgisk kampanj med syfte att motarbeta lagring, bruk och spridning av kärnvapen. Kampanjen startade år 1997, och arbetar med opinionsbildning och civil olydnad. I kampanjens namn har flera uppmärksammade så kallade "civila vapeninspektioner" genomförts – framförallt på den belgiska Nato-flygvapenbasen Kleine Brogel, då aktivister tagit sig in på basens område för att leta efter de kärnvapen vissa källor hävdar finns där.
Kampanjen har lyckats lyfta debatten om kärnvapen i Belgien. Under den största bomspottingaktionen tog sig 2000 aktivister in på Kleine Brogel, däribland flera parlamentsledamöter.
Bomspotting organiseras av organisationen Vredesactie. Det svenska nätverket Ofog har samarbetat med kampanjen och deltagit i flera aktioner.